# Wilhelmina van Idsinga
Wilhelmina van Idsinga, também conhecida como Wilhelmina Geertruida de Idsinga (Leeuwarden, 10 de novembro de 1788 - Leeuwarden, 3 de maio de 1819) foi uma pintora holandesa.

## Biografia
Willemina Geertruida van Idsinga era filha única de Johan van Idsinga e Tjebbina (também: Tjebbigje) Heimans. Ela tinha apenas seis anos quando sua mãe morreu no início de 1795. Seu pai casou-se novamente dois anos depois com Geertruida Stijl (1752-1826), de Harlingen. Willemina permaneceu filha única, porque o segundo casamento de seu pai não teve filhos. Ela deve ter crescido num ambiente rico: o seu pai era escriturário dos Estados da Frísia e mais tarde, a partir de 1814, membro do Conselho Provincial como representante da “classe urbana”. Quando ela era jovem, ela começou a desenhar e pintar retratos, inicialmente em giz pastel e depois em pinturas a óleo. Ela foi ensinada pelos pintores frísios Carel Jacob van Baar van Slangenburgh e Willem Bartel van der Kooi.